# Dashtestan (Verwaltungsbezirk)
Dashtestan (persisch شهرستان دشتستان) ist ein Schahrestan in der Provinz Buschehr im Iran. Er enthält die Stadt Borazdschan, welche die Hauptstadt des Verwaltungsbezirks ist. 

## Demografie
Bei der Volkszählung 2016 betrug die Einwohnerzahl des Schahrestan 252.047. Die Alphabetisierung lag bei 86 Prozent der Bevölkerung. Knapp 68 Prozent der Bevölkerung lebten in urbanen Regionen.
| Zensusjahr | Einwohnerzahl |
| ---------- | ------------- |
| 2011       | 229.425       |
| 2016       | 252.047       |